# Lee Kyung-ryul
Đây là một tên người Triều Tiên, họ là Lee.
Lee Kyung-Ryul (Hangul: 이경렬; sinh ngày 16 tháng 1 năm 1988) là một cầu thủ bóng đá Hàn Quốc thi đấu ở vị trí hậu vệ cho Busan IPark. Anh là đội trưởng của Busan IPark mùa giải 2015, câu lạc bộ phải xuống chơi ở K League 2. Sau đó Lee gia nhập đội bóng quân đội Sangju Sangmu để hoàn thành nghĩa vụ quân sự và trở lại Busan vào tháng 9 năm 2017.

## Thống kê sự nghiệp câu lạc bộ
Tính đến 3 tháng 12 năm 2017
| Thành tích câu lạc bộ | Thành tích câu lạc bộ | Thành tích câu lạc bộ | Giải vô địch | Giải vô địch | Cúp     | Cúp       | Cúp Liên đoàn | Cúp Liên đoàn | Play-off | Play-off  | Tổng cộng | Tổng cộng |
| Mùa giải              | Câu lạc bộ            | Giải vô địch          | Số trận      | Bàn thắng    | Số trận | Bàn thắng | Số trận       | Bàn thắng     | Số trận  | Bàn thắng | Số trận   | Bàn thắng |
| Hàn Quốc              | Hàn Quốc              | Hàn Quốc              | Giải vô địch | Giải vô địch | Cúp KFA | Cúp KFA   | Cúp Liên đoàn | Cúp Liên đoàn | Play-off | Play-off  | Tổng cộng | Tổng cộng |
| --------------------- | --------------------- | --------------------- | ------------ | ------------ | ------- | --------- | ------------- | ------------- | -------- | --------- | --------- | --------- |
| 2010                  | Gyeongnam FC          | K League 1            | 5            | 0            | 0       | 0         | 1             | 0             | -        | -         | 6         | 0         |
| 2011                  | Gyeongnam FC          | K League 1            | 20           | 2            | 1       | 0         | 6             | 0             | -        | -         | 27        | 2         |
| 2012                  | Busan IPark           | K League 1            | 39           | 1            | 1       | 0         | -             | -             | -        | -         | 40        | 1         |
| 2013                  | Busan IPark           | K League 1            | 22           | 0            | 2       | 0         | -             | -             | -        | -         | 24        | 0         |
| 2014                  | Busan IPark           | K League 1            | 30           | 2            | 2       | 0         | -             | -             | -        | -         | 32        | 2         |
| 2015                  | Busan IPark           | K League 1            | 34           | 3            | 1       | 0         | -             | -             | 2        | 0         | 37        | 3         |
| 2016                  | Sangju Sangmu         | K League 1            | 8            | 1            | 0       | 0         | -             | -             | 0        | 0         | 8         | 1         |
| 2017                  | Sangju Sangmu         | K League 1            | 11           | 0            | 0       | 0         | -             | -             | 0        | 0         | 11        | 0         |
| 2017                  | Busan IPark           | K League 2            | 5            | 0            | 0       | 0         | -             | -             | -        | -         | 5         | 0         |
| Tổng cộng sự nghiệp   | Tổng cộng sự nghiệp   | Tổng cộng sự nghiệp   | 174          | 9            | 7       | 0         | 7             | 0             | 2        | 0         | 190       | 9         |